# Natalena Koroleva
Carmen-Alfonsa-Fernanda-Estrella-Natalena Koroleva (3 de março de 1888 – 1 de julho de 1966) foi uma escritora ucraniana.
O seu primeiro trabalho, escrito em francês, foi publicado em jornais de Paris em 1909. Em 1914 ela voltou para Kiev porque o seu pai estava doente. Ela serviu como enfermeira da Cruz Vermelha durante a Primeira Guerra Mundial e ficou gravemente ferida. Em 1919, mudou-se para a Checoslováquia, onde trabalhou como tradutora para a missão diplomática ucraniana em Praga. Em 1921, ela publicou o seu primeiro trabalho ucraniano, um conto, no semanário de língua ucraniana Volia, em Viena. As suas histórias foram publicadas em várias publicações em língua ucraniana, especialmente Dzvony. Ela também traduziu obras de outros autores para o ucraniano.
O seu primeiro marido, Iskander ibn Kurush, era um iraniano que servia no exército russo e morreu em batalha em 1915. Mais tarde, em Praga, ela casou-se com Vasyl Koroliv-Stary, um escritor e editor ucraniano; ele morreu em 1941.
Durante a sua vida, ela foi criticada porque os seus enredos e personagens eram frequentemente abstratos e não refletiam a realidade ucraniana. Agora, ela é reconhecida pelas suas contribuições únicas para a literatura ucraniana.
Ela morreu em Mělník aos 78 anos.

## Trabalho selecionado[1]
- Vo dni ony ("Era uma vez"), histórias (1935)
- 1913, novella (1935)
- Inakshyi svit ("A Different World"), histórias (1936)
- Bez korinnia ("Without Roots"), novela autobiográfica (1936)
- Son tini ("A Dream of a Shadow"), romance histórico (1938)
- Legendy starokyïvs'ki ("Ancient Kyivan Legends" (, histórias, 2 soluções (1942–3)
- Predok ("An Ancestor"), novela histórica (1961)
- Quid est veritas, novela histórica (1961)
- Bez korinnia, trabalhos coletados (2007)
- Tvory ("Obras"), obras coletadas (2010)